# Junior Kabananga
Junior Kabananga (Kinshasa, 4 de abril de 1989), é um futebolista Congolês que atua como atacante. Atualmente, joga pelo Astana.

## Carreira
Junior Kabananga representou o elenco da Seleção da República Democrática do Congo de Futebol no Campeonato Africano das Nações de 2015 e 2017.

## Títulos
RDC
- Campeonato Africano das Nações: 2015 - 3º Lugar.